# Костюнинська (Нижньо-Вазьке сільське поселення)
Костю́нинська (рос. Костюнинская) — присілок у складі Верховазького району Вологодської області, Росія. Входить до складу Нижньо-Вазького сільського поселення.

## Населення
Населення — 14 осіб (2010; 20 у 2002).
Національний склад (станом на 2002 рік):
- росіяни — 100 %